# パク・ミョンシン
パク・ミョンシン（박 명신、朴 明申、Park Myeong-shin、1964年3月28日 - ）は、韓国の女優。

## 経歴
梨花女子大学校出身。韓国芸術総合学校演劇院演技科芸術史専攻卒業。韓国芸術総合学校講師。

## 主な出演作品
映画
- オアシス（2002年）
- オールド・ボーイ（2003年）
- 親切なクムジャさん（2005年）
- 愛してる、マルスンさん（2005年）
- タチャ イカサマ師（2006年）
- シークレット・サンシャイン（2007年）
- 冬の小鳥（2009年）
- ポエトリー アグネスの詩（2010年）
- 神弓 －KAMIYUMI－（2011年）
- レッド・ファミリー（2012年）
- ファイ 悪魔に育てられた少年（2013年）
- 群盗（2014年）
- 奸臣（2014年）
- 王の運命 -歴史を変えた八日間-（2015年）
- 新感染　ファイナル・エクスプレス（2016年）